# معركة أرضروم (1877)
كانت معركة أرضروم اشتباكًا عسكريًا بين الإمبراطورية العثمانية والإمبراطورية الروسية ، خلال الحرب الروسية التركية 1877-1878 . دارت المعركة في 8-9 نوفمبر 1877 على الأراضي العثمانية.

وانتهت بانسحاب روسي إلى قارس ، والتي سقطت بعد ذلك.